# Yāo jiē huánghòu
Yāo jiē huánghòu, anche noto col titolo internazionale di Bugis Street,  è un film del 1995 diretto da Yonfan.

## Trama

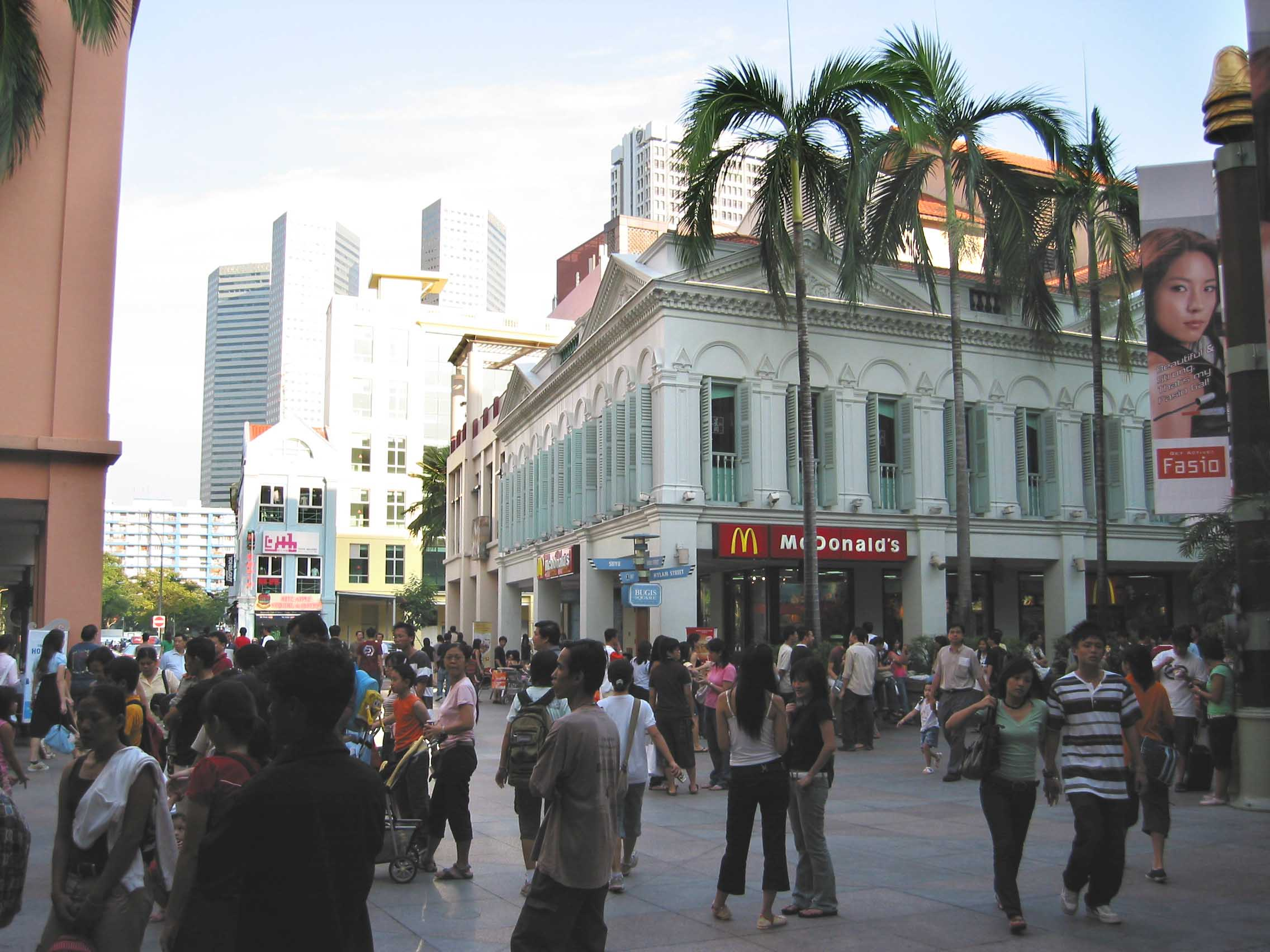
Bugis Street nel 2005.

Negli anni '60, Lien, ingenua sedicenne di Malacca, si trasferisce a Singapore per cercare lavoro, venendo assunta come domestica in un decadente hôtel di Bugis Street, un'autentica Mecca per prostitute transessuali, delle quali in principio lei avrà timore, finendo però per affezionarvisi, una volta accettata da questo variopinto e occasionalmente squallido mondo a lei prima sconosciuto.